# Litwinowia tenuissima
Litwinowia tenuissima là một loài thực vật có hoa trong họ Cải. Loài này được (Pall.) Woronow ex Pavlov mô tả khoa học đầu tiên năm 1935.